# Radojka Živković
Radojka Živković (Globoder, 24. avgust 1923 — Beograd, 14. avgust 2002) bila je poznata srpska harmonikašica, kompozitor mnogobrojnih kola i solista Radio Beograda.

## Biografija
Radojka, ćerka Tihomira Tomića, rodila se 1923. godine u selu Globoder blizu Kruševca. Njen otac Tika „Globoderac“, poznati svirač i učitelj harmonike, nije želeo da mu dete svira - „bavi se muškim poslovima“ - kako je govorio, mada je devojčica pokazivala izuzetnu sklonost prema muzici. Njena želja da svira harmoniku je bila toliko velika da je otac popustio, i počeo da pomaže svojoj ćerci u savladavanju harmonike. Marta meseca 1932. godine Politika je na sedmoj strani donela tekst: „Juče posle podne u dupke punoj dvorani hotela Union... priređena je utakmica na kojoj je učestvovalo dvadeset šest harmonikaša, uglavnom, iz Srbije i Vojvodine... Glavni aplauz je požnjela Radojka Tomić.“
Početkom avgusta 1935. godine u Kragujevcu se održavalo prvo jugoslovensko takmičenje harmonikaša. Te večeri, dvanaestogodišnja devojčica Radojka Tomić, osvojila je sve simpatije publike i za interpretaciju, Prvu nagradu stručnog žirija. Do početka Drugog svetskog rata imala je brojne nastupe širom Srbije na kojima je dobro dočekivana.
Od 1941. Radojki se pridružio njen budući suprug Milutin Tine Živković. On nije bio samo druga harmonika u duetu i ansamblu „Živković“ već je organizovao i osmišljavao snimanja, koncerte, turneje i aktivno učestvovao u estradnom životu Beograda. Njihova kuća u Lamartinovoj ulici broj 20 bila je poznato stecište pevača i svirača. To je bila neka vrsta „narodne akademije“, u kojoj su mnogi harmonikaši i pevači dobili prve lekcije iz narodne i estradne muzike. Iz ove kuće su potekle i neke ideje o organizovanju i osnivanju muzičkih festivala, kao što su „Ilidža“ i „Beogradski sabor“.
Radojka i Tine Živković su pored svog duetskog nastupanja bili opredeljeni i specijalizovani za praćenje pevača na estradi. Formirali su i svoj manji sastav sa ritamskom sekcijom i povremenim učešćem čelista, ali sa dominantnom ulogom dueta harmonika.
U svojoj bogatoj karijeri sama, sa suprugom ili svojim renomiranim ansamblom, Radojka je održala preko 11500 koncerata od kojih 700 u inostranstvu, počev od Bugarske, Francuske, Švedske, Engleske, Švajcarske i Austrije do SAD. Nastupala je i u mnogim radio i tv-centrima. Njena interpretacija donela joj je veliku popularnost kod ljubitelja narodne muzike i priznanja muzičkih stručnjaka.
Za interpretaciju je dobila nekoliko nagrada, od kojih su pored pomenute iz Kragujevca, značajne: Nagrada van konkurencije sa međunarodnog festivala u Langolenu (Velika Britanija, 1954. godine) za izuzetnu muzikalnost i virtuozitet i Nagrada „Vlastimir Pavlović Carevac“, 1966. godine. Sa Radojkom je 1956. godine snimljen muzički dokumentarni film za UNESCO.
Radojka Živković je bila i kompozitor igara — kola i pesama u narodnom duhu. Posebno se svojom originalnošću i neposrednošću ističu njena kola, koja, u srpskom savremenom narodnom stvaralaštvu, predstavljaju muzičke bisere. Neka od tih kola su: Radojkino kolo, Traktorsko kolo, Tinetovo kolo, Vrbničko kolo, Ćuprijsko kolo, Meraklijsko kolo, itd. Za svoje kompozicije je dobila brojne prve i druge nagrade.
Aktivna do svoje starosti, poslednji snimak za Radio Beograd realizovala je 1997. godine u studiju 6. Umrla je 14. avgusta 2002. godine u Beogradu u osamdesetoj godini života. Sahranjena je u subotu, 17. avgusta 2002. godine u 12.30 na Novom groblju.
Godine 2019. Savez estradno-muzičkih umetnika Srbije (SEMUS) posthumno je Radojki Živković dodelio priznanje "Nacionalni estradno-muzički umetnik Srbije".

## Festivali
- 1935. Takmičenje harmonikaša Jugoslavije, Kragujevac - prvo mesto
- 1965. Ilidža - Zoranovo kolo / Raletovo kolo (sa Tinetom Živkovićem)
- 1966. Beogradski sabor - Mirijevsko kolo (sa Tinetom Živkovićem)
- 1969. Beogradski sabor - Ljubičićevo kolo (sa Tinetom Živkovićem)

## Stvaralaštvo
- Lola Novaković: Beograde, ljubavi moja
- Dušica Bilkić: Dođi mojim ružama, Sve zbog ljubavi
- Nedeljko Bilkić: Zavičaju, ah, mili kraju, Pjesmom tuđa srca grijem, Rastanak
- Lepa Lukić: Sa mnom zapevajte, Sine, sine moj
- Safet Isović: Đul Halima, Ne vjeruj joj jarane, Bosno moja, Radujem se svjetlu dana
- Nada Mamula: Svaka majka koja ćerku ima
- Beba Selimović: Ostaje još jedan dug
- Nedžad Salković: Voljeni grade moj
- Vule Jevtić: Pogled ima mio
- Vera Ivković: Odmori se majko
- Aleksandar Aca Trandafilović: Jedno drugom ljubav dajmo
- Vukašin Jevtić: Pogled ima mio
- Snežana Đurišić: Odakle si sele
- Gordana Stojićević: Zapevajte svati, Nazdravimo prijatelji, Stari bunar
- Merima Njegomir: Da zna nana što sam rasplakana, Lepa Mara
- Radojka Živković: Harmoniko moja mila

## Spoljašnje veze
- Radojka Živković на веб-сајту  (језик: енглески)
- Radojka Živković 1923-2002 Архивирано на веб-сајту  (28. април 2015)
- Radojka Živković u Ginisovoj knjizi rekorda („Politika“, 12. decembar 2015)
- Radojka je nizala kola kao bisere („Večernje novosti“, 22. jul 2015)
- Za nju su svi znali od Triglava do Đevđelije: "Ona je pričala na harmonici" (B92, 3. februar 2022)
- Dani sećanja na Radojku Živković („Politika”, 18. avgust 2022)
- DA LI STE ZNALI PO KOME SU PRVI ZGLOBNI AUTOBUSI U SRBIJI DOBILI IME? Jedan slavni bračni par bio je zaslužan („Večernje novosti”, 1. maj 2023)